# رالسکو (ناحیه تشسکا لیپا)
رالسکو (به چکی: Ralsko) یک منطقهٔ مسکونی و شهرستان دارای شهرک سابقاً روستا در جمهوری چک است که در ناحیه تشسکا لیپا واقع شده‌است. رالسکو ۱٬۷۸۶ نفر جمعیت دارد.